# Clusia abbottii
Clusia abbottii là một loài thực vật có hoa trong họ Bứa. Loài này được Urb. mô tả khoa học đầu tiên năm 1924.